# Capão Redondo
Capão Redondo est un district appartenant à la sous-préfecture de Campo Limpo, dans la région sud-ouest de la municipalité de São Paulo, dans l'État de São Paulo, au Brésil. Il est situé à environ 16 kilomètres du Point zéro de São Paulo.

## Toponyme
« Capão » est une parcelle de forêt isolée au milieu d'un champ, d'ou vient le terme chapon. Le terme a deux étymologies possibles, toutes deux basées sur la langue Tupi :
- « forêt ronde », par la composition des termes ka'a (« forêt ») et pu'ã (« ronde »)[1].
- « île forestière », par l'agglutination des termes ka'a (« forêt ») et ' ypa'ũ (« île »)[2].

## Histoire
Le district émerge non loin de Guavirituba, actuel M'Boi Mirim, à proximité du réservoir de Guarapiranga, où, selon le témoignage oral d'anciens habitants de Jardim Ângela, des personnes qui vivaient et travaillaient dans le centre-ville de São Paulo s'aventuraient à la chasse, pêche et camping dans la région pratiquement inhabitée de l'arrière - pays de Santo Amaro dans la deuxième décennie du XXe siècle. Le nom de Capão Redondo est donné au quartier par ses premiers habitants ; la raison qui les amène à utiliser ce nom pour le lieu était qu'il y a, dans cette région, un chapon d'araucarias, très rond, d'une cinquantaine de kilomètres de circonférence.
La première occupation de Capão Redondo a lieu à proximité du Parque Santo Dias et de l'EMEF Ricardo Vitiello, au confluent de l'Avenida Solidariedade et de l'Avenida Marmeleira da India avec l'Avenida Ellis Maas (du nom de l'un des directeurs du Collegio Adventista, actuellement université adventiste du Brésil, UNASP). À partir de 1915, un grand complexe de barrages est construit qui a existé jusqu'aux années 1960. Depuis lors, il n'est possible de voir que le grand ensemble adventiste, deux avenues et un ruisseau à ciel ouvert bien pollué, appelé Moenda.
Le district compte une multitude d'écoles, privées et publiques. Dans le district, il y a six écoles adventistes, les écoles d'Alvorada, Valo Velho, Campo de Fora, Jardim das Palmeiras, Jardim Lillá et Vila das Belezas, et les collèges adventistes Ellen White et Campo Limpo. En plus de l'Université Adventiste de São Paulo, UNASP. Le quartier compte également les écoles catholiques São Luiz de Gonzaga, São Vicente de Paulo et Santa Isabel; et les privés Perspectiva, Prisma, Morumbi Sul, Seiva et Elvira Ramos Externato (Escola Elias Maas fermée en 2012). Il existe plusieurs écoles publiques et municipales, telles que Beatriz de Quadros Leme, Afiz Gebara, Joiti Hirata et Maud Sá de Miranda Monteiro.
Depuis le Point zéro de Capão Redondo, près de l'entrée du Parque Santo Dias, le littoral de São Paulo est exactement à 49,4 kilomètres en ligne droite. On pouvait voir les hauteurs de Vila Mariana et le robinet principal de l'Avenue Paulista où le premier bâtiment public est érigé à Capão Redondo le 2 août 1915, l'actuel bâtiment du presbytère UNASP. Les bâtiments de la région de Morumbi et des environs de Vila Andrade empêchent une vue plus large du centre-ville.

## Chronologie

### XIXesiècle
Entre 1827 et 1829, des immigrants allemands s'installent à l'intérieur de Santo Amaro et deux familles descendantes, les Teizen et les Klein, s'installent à Capão Redondo. En 1908, les première course automobile s'organisent en Amérique latine dans les environs de Capão Redondo.

### XXesiècle
En 1911, une vaste zone de Capão Redondo appartenant au sénateur Herculano de Freitas est échangée avec un terrain appartenant à Salvador Corrêa, qui nomme actuellement la confluence de deux avenues du quartier comme la place, l'ancien dernier arrêt des bus en provenance de Vale do Anhangabau. Adão Correa, son fils, était inspecteur de bloc et colporteur et l'un des plus anciens habitants du quartier. En 1915, début du Séminaire adventiste, désormais Centro Universitário Adventista de São Paulo (UNASP) sous la direction de deux missionnaires de l'Église adventiste du septième jour, les pasteurs John Boehm et John Lipke. Ce dernier est enterré au cimetière de Santo Amaro et donne son nom à la bibliothèque universitaire de l'UNASP. En 1917, la lumière électrique obtenue en endiguant le ruisseau Moenda illumine le Séminaire Adventiste et des poteaux téléphoniques installés par les étudiants de cette institution relient Capão Redondo à Santo Amaro.
En 1923, la ferme modèle de l'Adventist College importe du bétail holstein (vaches néerlandaises) des États-Unis, une initiative sans précédent au Brésil et à São Paulo.
En 1925, le district produit de jus de raisin et de produits complets au Colégio Adventista et, plus tard, à l'usine Superbom. En 1929, Eunice Michiles, première sénatrice du Brésil après la princesse Isabel, est née à Capão Redondo, assermentée en 1979, ancienne élève normaliste et enseignante au Colégio Adventista Brasileiro.
En 1935, l'intervenant Armando Sales de Oliveira, annexe Santo Amaro et Capão Redondo à la municipalité de São Paulo. En 1942, début de l'école São Vicente Paulo, maintenue par des catholiques qui ont formé la paroisse Nossa Senhora do Carmo. En 1956, le district fait construire la chapelle São José Operário et donation du colonel Mário Rangel permet la construction de la paroisse São José Operário en 1969. En 1957, pavage de la route d'Itapecerica sous l'administration du gouverneur Jânio da Silva Quadros. En 1966, le dirigeant syndical José Grigório de Jesus et Dona Rosa fondent la Sociedade Assistencial do Capão Redondo, la plus ancienne association de quartier de la région.
Le rappeur Mano Brown, et chanteur du groupe Racionais MC's, groupe de hip-hop qui a émergé en 1988 dans la ville de São Paulo, naît en 1970 ; en 2007, il sort le DVD Mil Trutas Mil Tretas. Toujours en 1970, Marcos Tecora Teles, écrivain et musicien, arrive dans le quartier. En 2011, il sort son premier livre, Sob o Azul do Céu. En 1999, il fonde Banda Tecora et en 2006, il fonde Coopermusp (Cooperativa de Músicos de Periferia). En 2014, il lance le livre Palestra Lágrimas Futebol Clube, à l'occasion du centenaire de la Sociedade Esportiva Palmeiras. En 2016, il participe à l'Antologia Je suis Rio, lancée à Paris par Editora Anacaona. En 1971, l'EMEF Coronel Mário Rangel, organisation des premiers défilés civiques de rue, est fondée. En 1975, Reginaldo Ferreira da Silva, dit Ferréz, naît à São Paulo, qui, en 1999, fonde 1DASUL, une marque de vêtements entièrement fabriqués dans le quartier. Il écrit le roman à succès Capão Pecado.
En 1976, Levi de Souza, connu sous le nom de Fuzzil, naît à São Paulo, créateur et responsable de la marque de vêtements Deeanto, et du sceau éditorial (APL) Academia Periférica de Letras. auteur de livres : Um Presente Para O Gueto, Caturra,  Céu de Agosto, Um Abrigo Contra a Tempestade et Samba Rock Diverso. En 1978, le 47e district de police est inauguré sur l'Estrada de Itapecerica, qui fonctionnait jusque-là sans son propre bâtiment à proximité de l'Estrada de Itapecerica. En 1979, dans l'administration de Reinaldo de Barros, l'Institut d'Enseignement Adventiste est exproprié : le COHAB Adventiste apparaît dans l'administration de Jânio Quadros (1986-1989).
En 1981 est fondé le Centre des droits de l'homme et d'éducation populaire de Campo Limpo (CDHEP).
En 1990, début des travaux de l'Hôpital Campo Limpo (Hôpital Municipal Fernando Mauro Pires Rocha). En 1992 est inauguré le parc Santo Dias, provenant de l'ancienne ferme conservée par l'UNASP avec 134 000 mètres carrés. En 1994 est inauguré de l'Avenue Carlos Caldeira Filho. En 1996 est organisée la première Marche pour la vie et la paix. Le Forum pour la défense de la vie contre la violence apparaît. En 1998 est inauguré le Terminus Capelinha.
En 2000 est mise en place du Télécentre et du Programme Santé Familiale (PSF) avec l'IAE-UNASP.

### XXIesiècle
En 2001 est adopté le décret municipal instituant la Journée du Capão Redondo, le 30 avril. En 2002 est mise en service de la Ligne 5 du métro de São Paulo . La ligne commence à Capão Redondo même, où se trouve également l'atelier de maintenance des trains, l'Atelier Capão Redondo (PCR). En 2004 est inaugurée la place de service de la sous-préfecture de Campo Limpo.
En 2005, le Grupo Organizado de Valorização à Vida (GOVV), une force opérationnelle communautaire qui implique des représentants du ministère public, de la police militaire et civile, ainsi que des dirigeants communautaires, se bat pour la loi d'interdiction, qui ferme les bars à 22 heures, réduisant violence à Capão Redondo et Jardim Ângela. En 2006 est ouvert au public le Centre commercial Campo Limpo, occupant l'espace de l'ancien supermarché Sé. En 2008 est inauguré le Centro Educacional Unificado (CEU) Cantos do Amanhecer, dont les cours débutent en février 2008 ; le CEU Feitiço da Vila, inauguré le 7 juin 2008 ; et le CEU Capão Redondo, ouvert le 14 décembre 2008. En 2009, selon le registre du programme de santé familiale, la population de Capão Redondo dépasse les 300 000 habitants, bien que les projections de l'IBGE indiquent une population estimée à 289 000 pour 2010.
En 2014 est inauguré des installations temporaires au Serviço Social do Comércio (SESC) Campo Limpo, près du Shopping Campo Limpo. Toujours en 2014, le premier magasin de la chaîne de restaurants McDonald's ouvre dans le quartier.